# Üröm
Üröm è un comune dell'Ungheria di 5.442 abitanti (dati 2005) situato nella contea di Pest, nell'Ungheria settentrionale.